# Gelber Berg
Der Gelbe Berg, auch die Gelbe Bürg genannt, ist ein 628,4 m ü. NHN hoher Berg des Hahnenkamms, eines Ausläufers der Fränkischen Alb, bei Dittenheim im Landkreis Weißenburg-Gunzenhausen, Bayern, Deutschland.

## Geographische Lage
Der Gelbe Berg erhebt sich im Naturpark Altmühltal an der Nordflanke des Hahnenkamms 2,7 km südwestlich der im Kernort von Dittenheim stehenden Dorfkirche und 1,8 km südöstlich jener von dessen Gemeindeteil Sammenheim.

## Geologie und Landschaftsgestalt
Der aus Gesteinen des Juras aufgebaute Gelbe Berg steigt steil aus einem Urstromtal auf und besteht aus zwei übereinanderliegenden, fast ebenen Plateaus mit nahezu dreieckigem Grundriss. Im Westen, Norden und Süden fallen die Hänge abrupt steil ab, nur im Südwesten besteht eine schmale, flache Verbindung zu den Ausläufern des Hahnenkamms.

## Geschichte

### Allgemeines

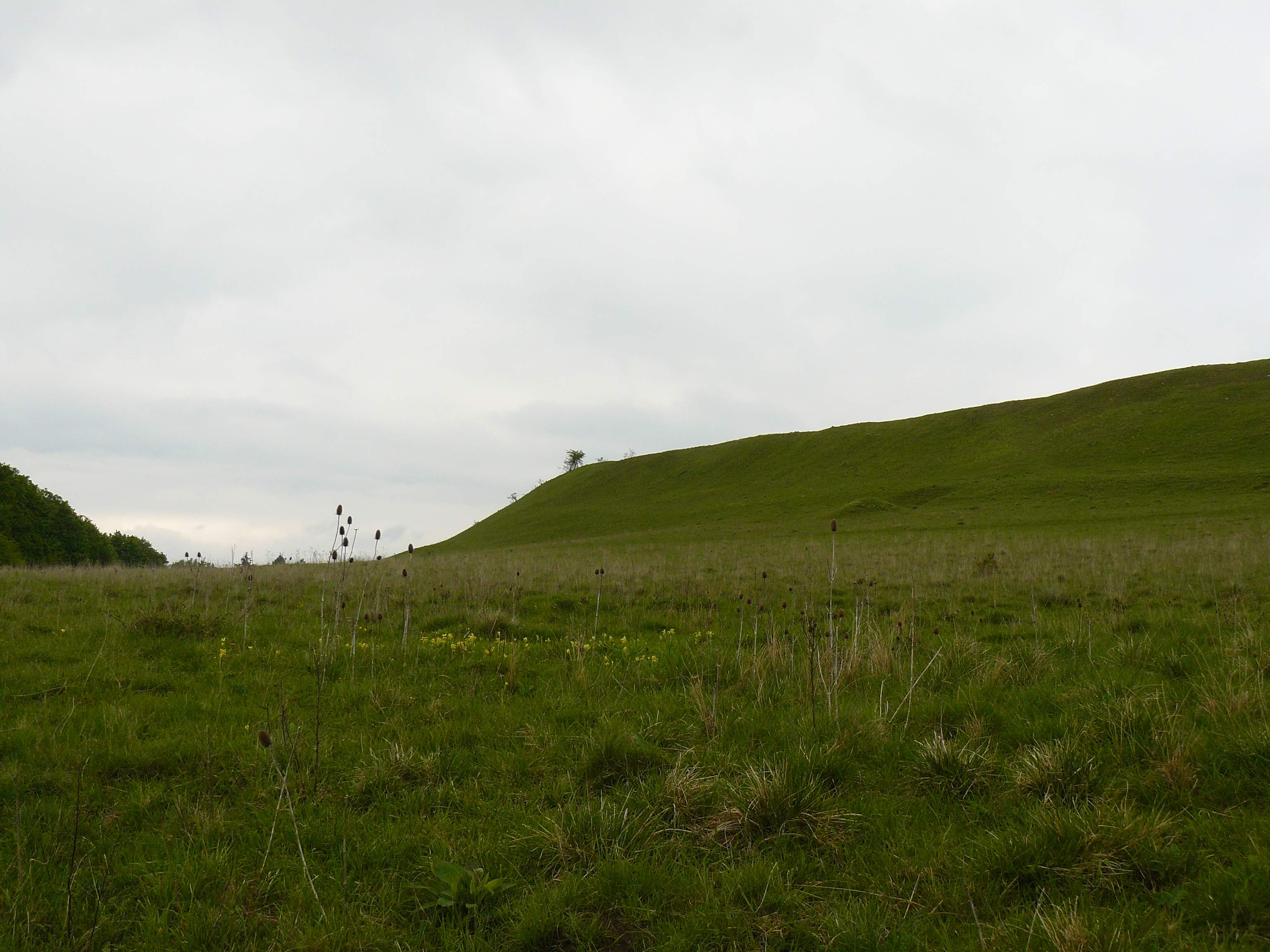
Das obere Plateau der Gelben Bürg vom unteren Plateau aus Richtung Süden

Das strategisch günstig gelegene Plateau des Gelben Bergs diente den Menschen in verschiedenen Perioden als befestigter Siedlungsplatz. Es wurde in der Urnenfelderzeit etwa vom 10. bis 8. Jahrhundert v. Chr. sowie in der späten Hallstattzeit im 6. Jahrhundert v. Chr. mit Mauern befestigt. Im 4. Jahrhundert wurde das Bergplateau zu einer Höhensiedlung der Germanen mit mächtigen, bis zu 13 Meter breiten Mauern ausgebaut. Ende des 5. Jahrhunderts, endete mit der Unterwerfung der Alamannen durch die Franken die Besiedlung des Gelben Bergs.
siehe auch Gelbe Burg
Bekannt wurde der Gelbe Berg durch archäologische Ausgrabungen in den Jahren 1908–1911 und 1926, die reichhaltige Funde aus den verschiedenen Epochen erbrachten. Die Mehrzahl der Funde stammt aus dem 4. und 5. Jahrhundert, nur wenige sind jünger.
1951 gründete sich nach der Aufhebung des Flugverbotes durch die alliierten Siegermächte der Flieger-Verein Gelbe Bürg, der 1958 auf das Areal der später errichteten Kaserne in Heidenheim, nur wenige Kilometer entfernt, umzog. Heute ist der Verein am Flugplatz Gunzenhausen-Reutberg beheimatet.

### Namenskundliches
Allgemein wird der Berg Gelber Berg genannt, Historiker und Archäologen sprechen dagegen eher von der Gelben Bürg. Der Name Gelber Berg könnte von der Farbe des Eisensandsteins des Bergmassivs stammen, der eine auffallende rötliche, an einigen Stellen aber auch gelbliche Farbe hat. Historisch belegen lässt sich diese Namensgebung aber nicht.
Die bisher frühesten gesicherten Nennungen des Berges stammen aus den Jahren:
1419 als Gebenbürg
1419 als Gebenburg
1535 als Gebenburg
1650 als Gelbe Bürg
Der Namensteil Geben könnte eine Form des alten männlichen Personennamens Gebo sein und somit die Burg des Gebo bedeuten. Der Name Gelbe Burg kann somit auch eine Weiterentwicklung aus diesem Namen sein.

## Schutzgebiete
Der Gelbe Berg befindet sich im äußersten Westteil des Fauna-Flora-Habitat-Gebiets „Trauf der südlichen Frankenalb“ (FFH-Nr. 6833-371) und gehört zudem zum Westteil des 1995 gegründeten und 3141,36 km² großen Landschaftsschutzgebiets LSG innerhalb des Naturparks Altmühltal (LSG-Nr. 329151).

## Wanderwege
Am Gelben Berg führen die Fernwanderwege Altmühltal-Panoramaweg, Frankenweg und Dr.-Fritz-Linnert-Weg vorbei.